# اسکاری توکوی
آننی اسکاری توکوی (فنلاندی: Oskari Tokoi؛ ۱۵ مه ۱۸۷۳ – ۴ آوریل ۱۹۶۳) یک سیاست‌مدار اهل فنلاند بود.